# Петър I Караджорджевич
Петър I Караджорджевич (на сръбски: Петар I Карађорђевић или Petar I Karađorđević) е крал на Сърбия от 1903 до 1918 г. и крал на сърбите, хърватите и славяните (т.е. Кралство Югославия) от 1918 до 1921 година.

## Биография
Роден е като петото дете на княз Александър и принцеса Персида (от семейство Ненадовичи) на 29 юни 1844 година. Първият му възпитател е чехът д-р Вилем Габлер от 1852 до 1854 година. Основно училище и гимназия завършва в Белград, а допълнително образование в Швейцария в Института Венел-Оливия в Женева. След като завършва през септември 1861 г., младият принц Петър се записва в Парижкия колеж на Сен-Барб, а през 1862 г. в известната Военна академия на Сен-Сир. Завършва през 1864 г. В Париж се занимава с фотография и живопис и усъвършенства военното си и политическо образование. Това отваря вратата си за политически либерализъм, парламентаризъм и демокрация. В началото на 1868 г. принц Петър отпечатва своя превод на книга от английския политик и философ Джон Стюарт Мил със собствен предговор, който по-късно става негова политическа програма.
След убийството на княз Михайло през май 1868 г. политическите кръгове, близки до династията Обренович, включват в новата сръбска конституция разпоредба, забрана за завръщане в Сърбия и лишаваща семейството на Караджорджевич от цялото имущество.
През 1870 г. Петър се присъединява към легиона на френската чуждестранна армия и се бори с нея и е награден с Военния мемориал от 1870 г. През 1875 г. работи за организиране и активно участие в босненско-херцеговинското въстание под псевдонима Петър Мърконич. След неуспешната защита на Тополка през 1877 г. той ръководи оживена политическа дейност.

## Управление
В нощта на 28 – 19 май 1903 г. конспиративни офицери убиват крал Александър и кралица Драга. Военните организират държавен преврат, обявявайки княз Петър Караджорджевич за крал на Сърбия, което по-късно потвърждава и Народното събрание на 2 юни или 15 юни. След 45 години потомството на Караджорджевич се завръща начело на сръбската държава, като бележи началото на нова ера в неговото развитие. Той е коронясан на 21 септември 1904 г.
От самото начало на управлението си крал Петър I се изправя пред сериозни пречки. Страната е разкъсвана от вътрешнополитическа борба, а Австро-Унгария, веднага нехаресвана от новия сръбски крал, скоро става открит враг на Сърбия, особено след кризата, причинена от анексията на Босна и Херцеговина през 1908 г.
Петър I Караджорджевич умира на 16 август 1921 г. в Белград и е погребан на 22 август. След смъртта му, в знак на траен спомен и признателност към него, Народното събрание единодушно се съгласява да даде на цар Петър името на Великия освободител.